# Референдум у Білорусі (1995)
Референдум у Білорусі 1995  — референдум, проведений 14 травня 1995 року з ініціативи президента Білорусі Олександра Лукашенка. Був вирішальним в історії Республіки Білорусь, в результаті якого він повернув країні радянську символіку, визначив напрямок на інтеграцію з Російською Федерацією та 
повернув статус російської мови як другої державної , в той час білоруська мова почала втрачати позиції перед російською, опинившись на межі зникнення, однією з причин стала багатовікова політика русифікації Білорусі (з 10-ти мільйонів населення країни білоруською може повноцінно спілкуватись тільки 3 мільйони). Білоруська опозиція назвала референдум незаконним посилаючись на конституцію 1994 року.

## Питання і результати

Новий герб
Новий прапор

На референдум було винесено 4 питання:
- Про зміну державної символіки. Пропонувалося змінити герб «Погоня» і біло-червоно-білий прапор на символи, що нагадували символи Білоруської РСР;

«За» проголосували 75,1 % виборців, «проти» — 20,5 %.
- Про надання російській мові статусу державної поруч з білоруською;

«За» проголосували 83,3 % виборців, «проти» — 12,7 %.
- Про підтримку дій президента, спрямованих на економічну інтеграцію з Російською Федерацією;

«За» проголосували 83,3 % виборців, «проти» — 12,5 %.
- Про необхідність внесення змін в конституцію, які передбачали можливість дострокового припинення повноважень Верховної Ради Президентом у випадках систематичного або грубого порушення Конституції.

«За» проголосували 77,7 % виборців, «проти» — 17,8 %.

Попередній герб (Погоня)
Попередній прапор

- Новий герб
- Новий прапор

## Правова оцінка референдуму

### Невідповідність Конституції
Згідно зі статтею 148 Конституції Республіки Білорусь, заборонялося змінювати або доповнювати Конституцію протягом останніх шести місяців повноважень парламенту.

### Невідповідність законодавству
- Згідно з «Законом про всенародне голосування (референдумі)», на всенародне голосування заборонялося виносити питання, які «порушують невіддільне право народу Республіки Білорусь на державні гарантії існування білоруської національної культури й мови» (стаття 3). Перший пункт плебісциту формулювався так: «Чи згодні Ви з наданням російській мові рівного статусу з білоруською?». На той час у юридичній практиці Білорусі існував прецедент: ініціативній групі громадян з Народного руху Білорусі восени 1994 року було відмовлено в проведенні референдуму з аналогічним питанням саме на підставі даної статті «Закону про всенародне голосування (референдум)». Заява цієї групи про ініціацію референдуму була розглянута в шести парламентських комісіях і в Міністерстві юстиції. Усі вони, як повідомлялася у пресі, «видали приблизно однакове мотивування відмови в проведенні референдуму». Ґрунтуючись на отриманих висновках і посилаючись на статтю 3 «Закону про всенародне голосування (референдум)», ЦВК пояснила подавцям заяви, що питання про надання російській мові державного статусу «прямо заборонено законодавством республіки»[3].
- При формуванні комісій для референдуму були порушені норми статей 18 і 20 «Закону про всенародне голосування (референдум)» у частині способу формування комісій[4].

### Інші правові суперечності
- Призначення референдуму відбулося з порушенням регламенту Верховної Ради[5].
- На проведення агітації проти винесених на референдум пропозицій накладалися суттєві обмеження[6].
- Спостерігачами були зафіксовані фальсифікації на ділянках безпосередньо 14 травня[7].
- Парламентська асамблея ОБСЄ зробила висновок, що парламентські вибори й референдум у Білорусі не відповідали всім міжнародним нормам вільного і справедливого голосування. Зазначався контроль з боку уряду за ЗМІ (що спричиняло нестачу або спотворення інформації), втручання виконавчої влади у виборчий процес, перешкоди діяльності політичних партій та інше. Заяву стосовно виборів та референдуму в Білорусі зробив Державний департамент США. У ній було висловлено жаль з приводу того, «яким чином і в якій обставинах керівництво Білорусі провело вибори та референдум»[8].